# Марі Маргеріт Біерон
Марі Маргеріт Біерон (фр. Marie Marguerite Bihéron; 17 листопада 1719, Мамер — 18 червня 1795, Париж також відома як Марі Катрін Біерон) — французька анатомка, художниця, медична ілюстраторка та майстриня анатомічного воскового моделювання. Марі Маргеріт Біерон була одна з перших жінок, які досягли визнання в галузі анатомії та медичної роботи завдяки своїм цілком реалістичним восковим моделям людського тіла.

## Біографія
Біерон народилася у Франції в родині аптекаря. Вона вивчала ілюстрацію в Королівському саду в Парижі під керівництвом Мадлен Баспорт.
Щоб дістати тіла для своїх анатомічних досліджень, Біерон була змушена красти їх у військових. Зацікавившись анатомією, вона поставала перед труднощами, що людське тіло швидко розкладалися, що ускладнювало їх вивчення. На пропозицію Basport Bieron почала займатися анатомічним восковим моделюванням, яке згодом принесло їй широке визнання. Біерон самостійно виготовляла детальні анатомічні моделі, які вражали своєю точністю та реалістичністю. Відомий лікар Віллуазен і вчений Жюсьє високо оцінили її роботу та підтримали її кар'єру..
- 1759 рік — Біерон представила свою роботу Королівської академії наук за ініціативою Жана Морана.
- 1770 рік — Вона вдруге продемонструвала свою майстерність, показавши модель вагітної жінки з рухливими частинами та плодами.
- 1771 рік — Вона представила свої моделі спадкоємцю шведського престолу Густаву[3].

Моделі Біерон здобули міжнародну популярність не лише через їхню високу точність, а й завдяки її унікальній технології, яка запобігала плавленню воску. Якоб Йонас Бйорнстол навіть писав про неї Карлу Ліннею:
|  | Бйорнстол став свідком анатомічного дива. Марі Катрін Біерон робить моделі частин тіла, які є абсолютно реалістичними. І вони не ламаються. Вона не розкриває, з якого матеріалу вони виготовлені, хоча здається, що вони виготовлені з воску, з чимось змішаного. Усі частини правильно названі латинською та грецькою мовами. Вона вивчала це мистецтво понад 20 років. Король Данії Кристіан VII є одним з її клієнтів. Вона передає свою повагу Ліннею. |

Попри талант і внесок у науку, Біерон не отримувала підтримки від Академії, жінці було заборонено офіційно викладати анатомію. Вона переїхала до Англії, тому що у Франції жінкам не дозволялося викладати анатомію Серед її учнів був Джон Хантер — шотландський лікар, який зробив значний внесок у розвиток хірургії. Уроки анатомії, які він отримав від Біерон, зіграли вирішальну роль у його навчанні, а деякі ілюстрації в його книгах, ймовірно, були створені саме Біерон.. Дені Дідро також, імовірно, був одним із її учнів з анатомії.
Біерон заробляла гроші, продаючи свої воскові моделі. Серед її замовників були:
- Король Данії
- Російська імператорка Катерина II, яка придбала повний набір анатомічних моделей.

У 1761 році пройшла виставка, що рекламується її брошурою «Штучна анатомія», яка обіцяла показати тіло з «максимальною точністю», включаючи внутрішні органи, якими можна було маніпулювати. Біерон відкрила свою виставку у власному будинку на В'єй-Естрапад, неподалік від вулиці Пуль. Виставка розпочалася 13 травня 1761 року і тривала деякий час.